# رجوع الشيخ
رجوع الشيخ رواية للروائي المصري محمد عبد النبي. صدرت الرواية لأوّل مرة عام 2011 عن دار روافد للنشر والتوزيع في القاهرة. ودخلت في القائمة الطويلة للجائزة العالمية للرواية العربية لعام 2013، المعروفة باسم «جائزة بوكر العربية».

## حول الرواية
يروي الكاتب المصري «محمد عبد النبي» في هذه الرواية مجموعة من الحكايات المتشابكة، تُنتِجُها أحداث متوالية ترصد حياة «الشيخ أحمد رجائي»، الذي يريد أن يستعيد عقود حياته المديدة، وأن يتحدى الزمن وحتمية الموت، ليعود شابًا. يود أن يكتب حكايته مختصرا إياها في دفترين، لكن أشياء كثيرة تحدث تجعل إتمام الحكاية غير ممكن. يظهر في حياته شاب وشابة؛ الشاب له اسم الشيخ نفسه، وهو من يسرد حكاية البطل بشكل آخر. أما الشابة فهي «منى» التي يتنافس العجوز والشاب على حبها، فلا تهتم بصراعهما. وتستمر سردية الحكاية التي يرويها أحمد رجائي الشاب، وكأنّها قصة لا تنتهي حتى بموت أحمد رجائي الشيخ.